# Čirč
Čirč je obec na Slovensku v okrese Stará Ľubovňa. Je významným poutním místem řeckokatolické církve, neboť se v horách nad obcí měla zjevit Panna Maria. Nachází se zde řeckokatolický chrám Panny Marie Ochránkyně z roku 1843. Žije zde přibližně 1 400 obyvatel.

## Poloha
Obec leží při silnici I/77 ze Staré Ľubovni (vzdálené 25 km) do Bardejova (vzdáleného 32 km).

## Historie
Obec vznikla ve 13. století v panství Plaveč. Obyvatelé se živili zemědělstvím, dřevorubectvím a tkalcovstvím. Čirčský kostel je z roku 1843 a je vystavěn v klasicistním slohu. Donedávna stála ve středu obce historická kovářská výheň. V roce 2008 byla obec silně postižena povodní, která si zde vyžádala dva životy. Čirč si stále zachovává prvky místní architektury, zvyků, krojů a písní.

## Vodstvo
Katastrem obce protéká řeka Poprad, samotnou obcí však protéká pouze potok Soliská (zvaný též Čirčanka), který se do Popradu pod obcí vlévá. Přibližně kilometr západně od obce se nachází Andrejovské jezero, které je po železném mostu přes řeku přístupné pěším.